# Polystira jelskii
Polystira jelskii é uma espécie de gastrópode do gênero Polystira, pertencente a família Turridae.